# Omloop van het Waasland
De Omloop van het Waasland is een eendaagse Belgische wielerwedstrijd, opgericht in 1912 als "Nering door Sport" in Stekene door burgemeester Eugène Roggeman.

## Traject
De te verrijden afstand in het Waasland gaat van startplaats Lokeren (sinds 2009) naar finishplaats Stekene of Kemzeke met enkele plaatselijke rondes. De wedstrijd vond normaal plaats in maart. In 2024 en 2025 op de Dag van de Arbeid (1 mei).
De wedstrijd werd voor het eerst verreden in 1965 en maakte tussen 2005 en 2016 deel uit van de UCI Europe Tour, een van de continentale circuits van de UCI, met een classificatie van 1.2. Sinds 2024 kent deze wedstrijd wederom de eerder genoemde classificatie en is zij weer opgenomen op de UCI Europe Tour-kalender.

## Lijst van winnaars

### Meervoudige winnaars
| Overwinningen | Renner           | Jaren            |
| ------------- | ---------------- | ---------------- |
| 3             | Niko Eeckhout    | 2006, 2007, 2008 |
| 2             | Johnny De Nul    | 1979, 1982       |
| 2             | Frank Pirard     | 1987, 1989       |
| 2             | Geert Omloop     | 1999, 2003       |
| 2             | Preben Van Hecke | 2012, 2016       |
| 2             | Samuel Leroux    | 2023, 2024       |

### Overwinningen per land
| Zeges | Land                                                         |
| ----- | ------------------------------------------------------------ |
| 37    | België                                                       |
| 12    | Nederland                                                    |
| 4     | Frankrijk                                                    |
| 1     | Australië, Denemarken, Italië, Litouwen, Verenigd Koninkrijk |

## Fotogalerij

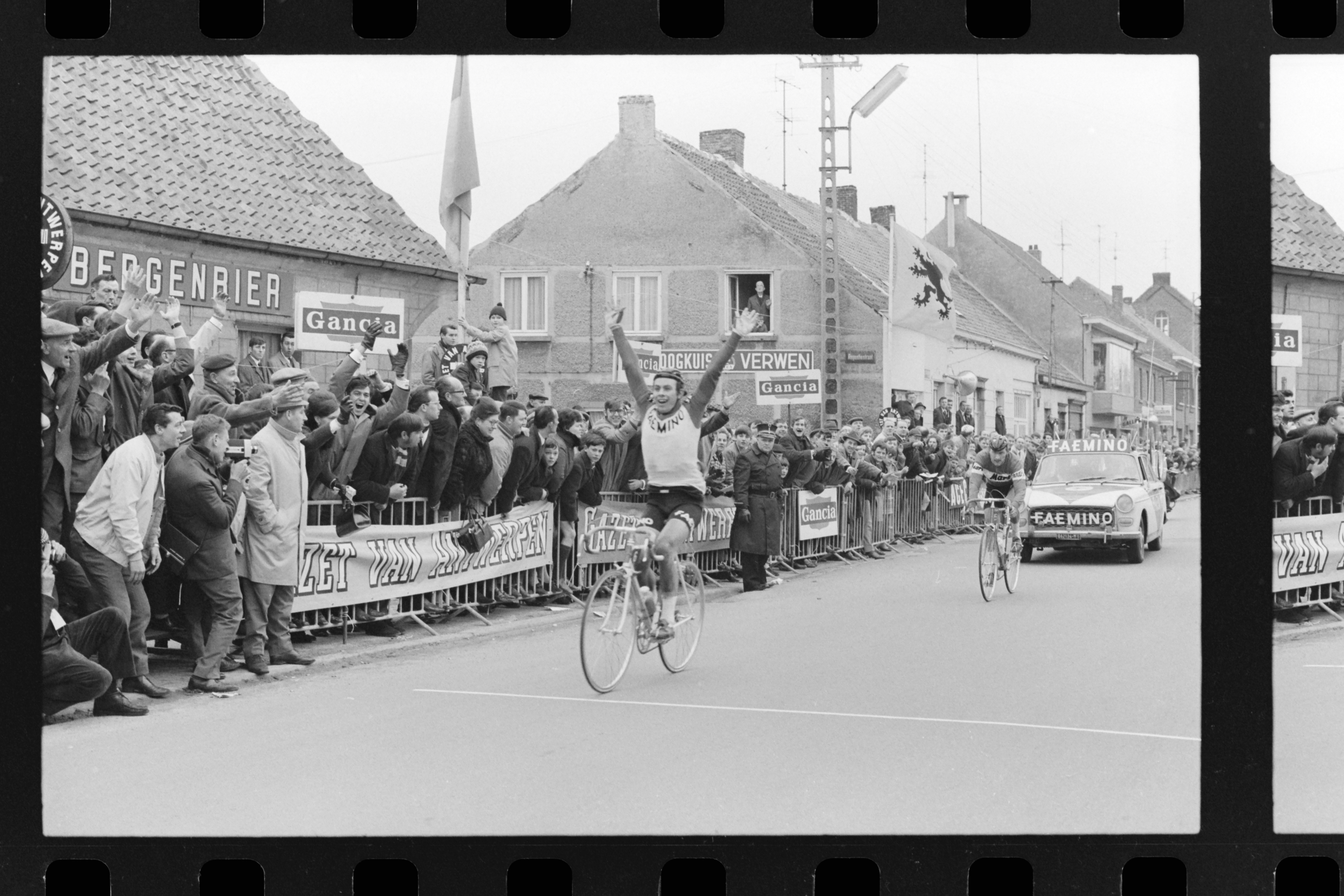
Etienne Antheunis wint de Omloop van het Waasland 1970 in Kemzeke. (collectie KOERS. Museum van de Wielersport).
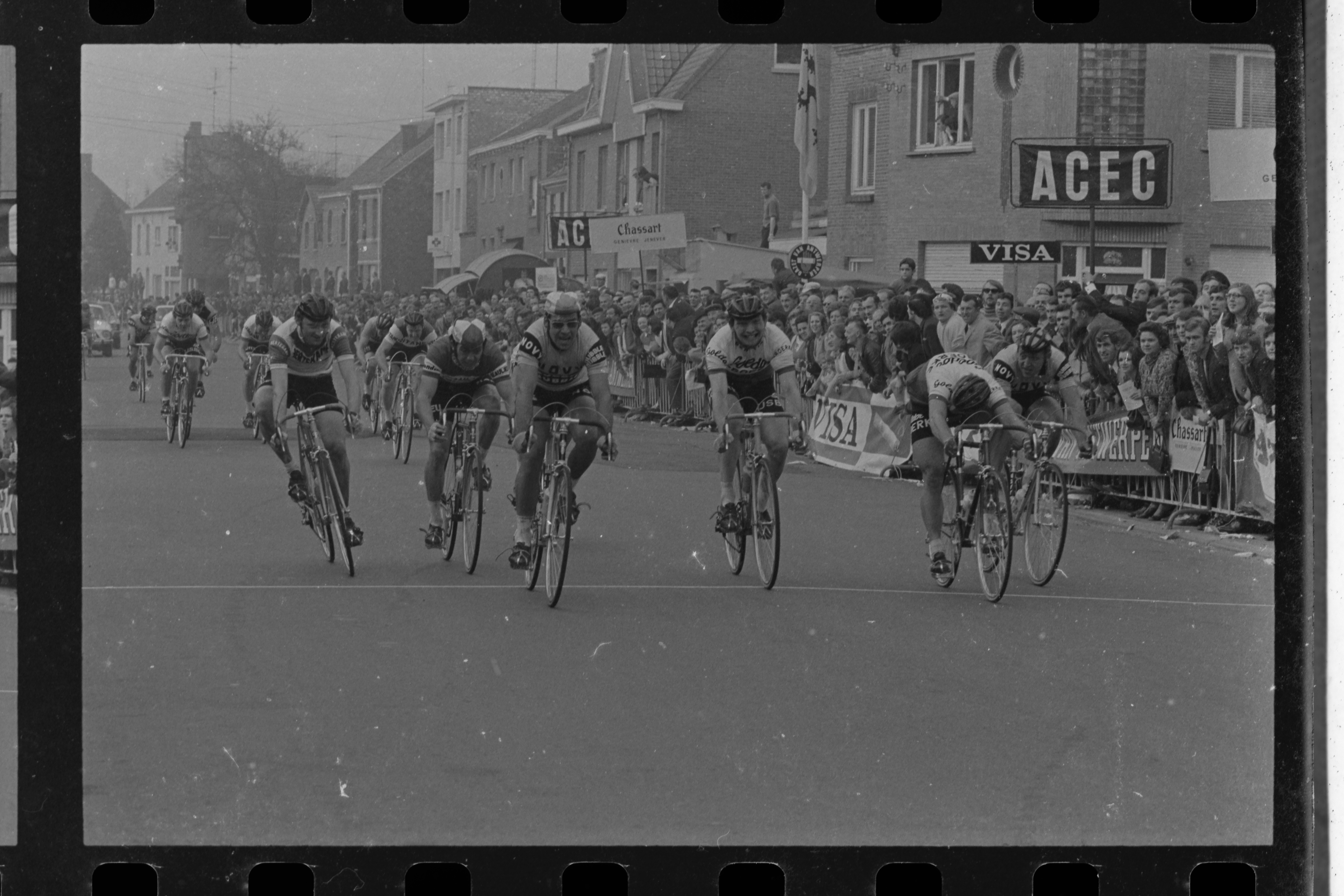
Luc Van Goidsenhoven wint de eindsprint in de Omloop van het Waasland 1972 in Kemzeke. (collectie KOERS. Museum van de Wielersport).
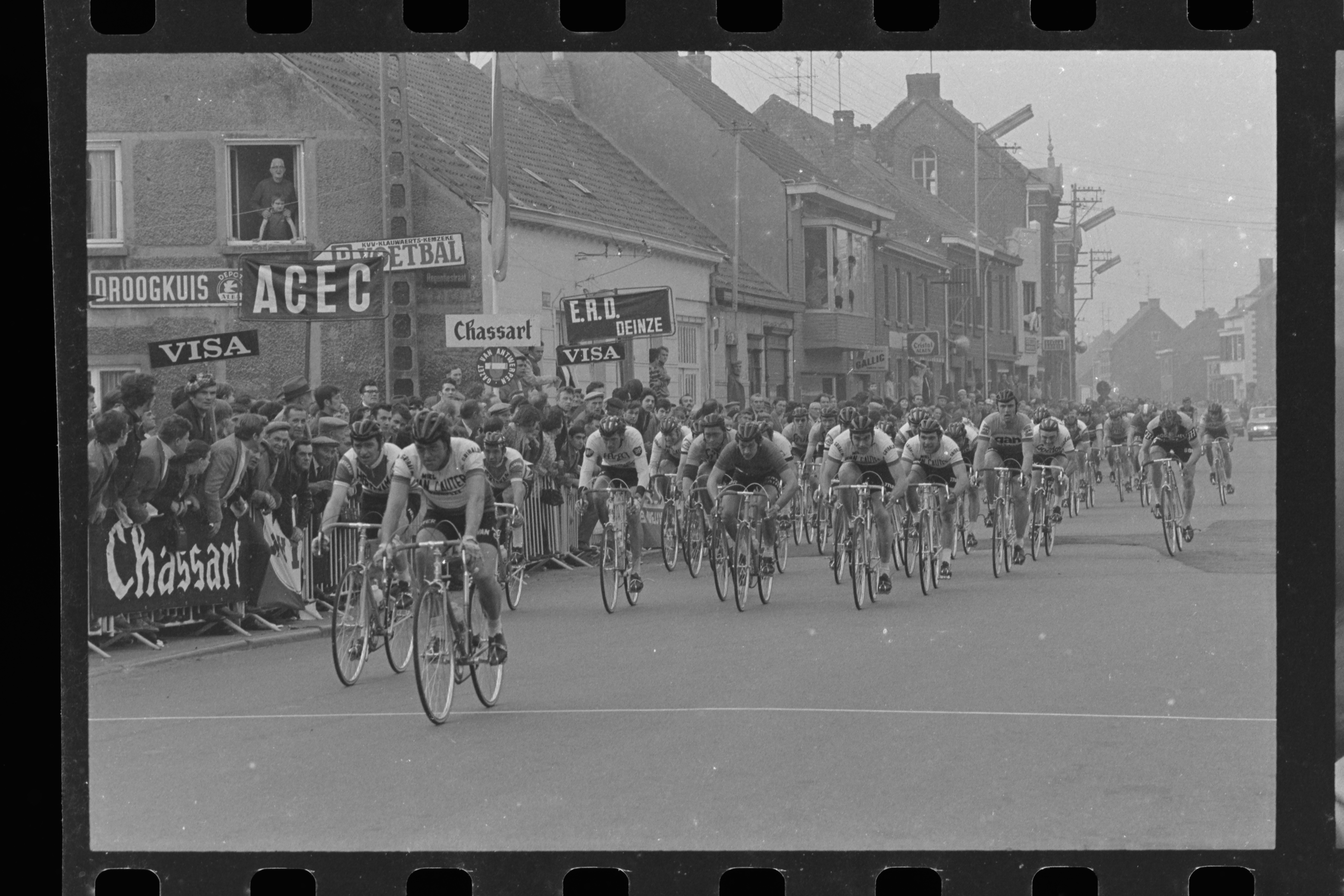
Het peloton komt over de meet in Kemzeke tijdens de Omloop van het Waasland 1972. (collectie KOERS. Museum van de Wielersport).
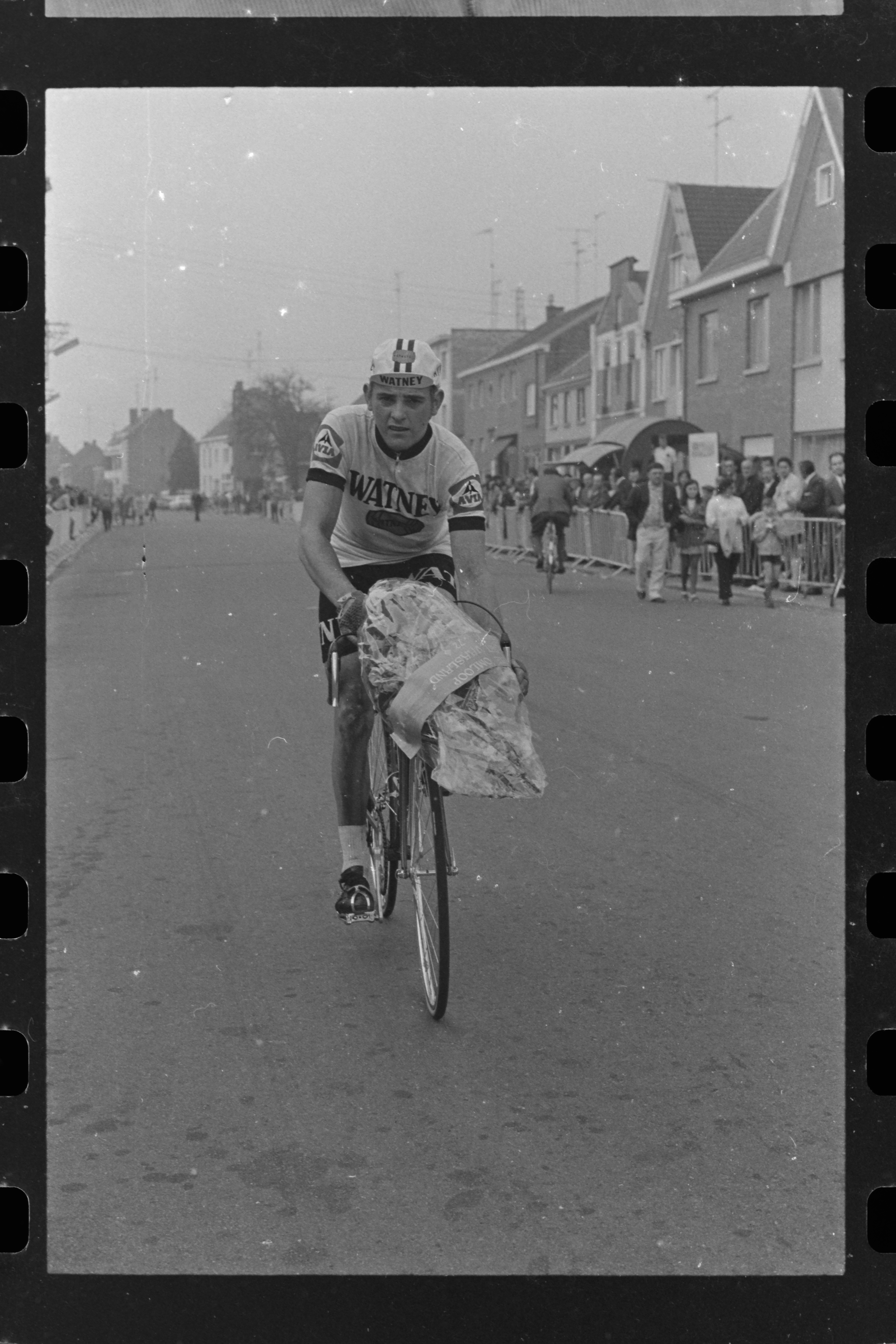
Luc Van Goidsenhoven met zegebloemen na zijn overwinning in de Omloop van het Waasland 1972 (collectie KOERS. Museum van de Wielersport).

1965 · 1966 · 1967 · 1968 · 1969 · 1970 · 1971 · 1972 · 1973 · 1974 · 1975 · 1976 · 1977 · 1978 · 1979 · 1980 · 1981 · 1982 · 1983 · 1984 · 1985 · 1986 · 1987 · 1988 · 1989 · 1990 · 1991 · 1992 · 1993 · 1994 · 1995 · 1996 · 1997 · 1998 · 1999 · 2000 · 2001 · 2002 · 2003 · 2004 · 2005 · 2006 · 2007 · 2008 · 2009 · 2010 · 2011 · 2012 · 2013 · 2014 · 2015 · 2016 · 2017 · 2018 · 2019 · 2020 · 2021 · 2022 · 2023 · 2024 · 2025